# 中科路 (台中市)
中科路為臺灣中部科學園區通往臺中市市區的重要道路之一。環中路以北呈東西向，以南呈南北向，不分段，西起東大路與清泉路，大致沿著大雅西屯區界向東沿伸，經過福雅路、跨越筏子溪及經過廣福路，再以廣福路橋及科湳愛琴橋跨越中山高速公路、臺中環線快速道路，往南經水湳經貿園區至河南路後連接甘肅路。

## 歷史
2010年9月7日中科路向東至環中路近大雅交流道處通車。2018年環中路南側至河南路的水湳經貿園區路段通車。2020年串連中科與水湳的捷運共構路橋工程完工通車。

## 行經行政區域
（由東至西）
- 西屯區
- 大雅區

## 車道配置
- 東大路─科雅西路：(A)
  - 快車道：雙向八車道
  - 慢車道：雙向二車道
  - 配置中央綠化安全島及快慢車道分隔島
- 科雅西路─科雅東路：(B)
  - 快車道：雙向六車道
  - 慢車道：雙向四車道
  - 配置中央綠化安全島及快慢車道分隔島
- 科雅東路─西平北巷：(A)
- 西平北巷─福雅路：(B)
- 福雅路-廣福路：（B）
- 廣福路-環中路：
- 環中路-黎明路：雙向六車道，配置中央綠化安全島（捷運共構路橋）
- 黎明路-河南路：雙向四車道

## 沿線設施
東大路
（由東到西）
- 中部科學園區
  - 友達光電台中一期廠區
  - 中科管理局
  - 友達光電台中二期廠區
- 廣福路橋+科湳愛琴橋（捷運共構路橋）

環中路
省道74號快速道路
環中路
- 水湳經貿園區
- 水湳轉運中心（規劃中）

港尾仔溪
黎明路三段
- 水湳國際會展中心（興建中）
- 台中綠美圖（臺中市立圖書館總館&臺中市立美術館，興建中）

經貿八路
- 臺中中央公園
- 中臺灣電影中心（興建中）
- 臺灣智慧營運塔（規劃中）

河南路（往南接甘肅路）